# Continue functie (analyse)
Een continue functie is in de wiskunde een functie waarvan kleine veranderingen van een variabele resulteren in kleine veranderingen van de functiewaarde. Continue afbeeldingen zijn onderwerp van studie in bijvoorbeeld de analyse en de topologie.
Veel bekende functies op de reële getallen, zoals {\displaystyle x\mapsto x^{t}} voor {\displaystyle t\geq 0}, de e-macht, de functies sinus en cosinus, zijn continu. Ook zijn de som, het verschil en het product van twee continue functies weer continu. Er bestaan verschillende definities van het begrip continuïteit. De bekendste is de epsilon-delta-definitie, die de bovenstaande populaire formulering precisieert.

## Definitie

### Analyse
Een functie {\displaystyle f:A\subseteq \mathbb {R} \to \mathbb {R} } heet continu in het punt {\displaystyle a}, als er voor elke {\displaystyle \varepsilon >0} een {\displaystyle \delta >0} is, zodanig dat voor alle punten {\displaystyle x\in A} waarvoor {\displaystyle |x-a|<\delta }, die dus bij {\displaystyle a} in de buurt liggen, geldt dat {\displaystyle |f(x)-f(a)|<\varepsilon }, wat inhoudt dat ook de beelden bij elkaar in de buurt liggen.
Een equivalente definitie is dat een functie {\displaystyle f} continu is in een punt {\displaystyle a} als {\displaystyle \lim _{x\to a}{f(x)}=f(a)}.
De functie {\displaystyle f} is continu als deze continu is in iedere a in het domein van {\displaystyle f}.

### Meetkunde
Het begrip continuïteit kan uitgebreid worden naar metrische ruimten. Als {\displaystyle X} en {\displaystyle Y} metrische ruimten zijn met respectievelijke metrieken {\displaystyle d_{X}} en {\displaystyle d_{Y}}, en {\displaystyle x_{0}} is een punt in {\displaystyle X}, dan is een functie {\displaystyle f:X\to Y} continu in het punt {\displaystyle x_{0}} als er voor elke {\displaystyle \varepsilon >0} een {\displaystyle \delta >0} is, zodanig dat voor elk punt {\displaystyle x\in X} waarvoor {\displaystyle d_{X}(x,x_{0})<\delta } geldt dat {\displaystyle d_{Y}(f(x),f(x_{0}))<\varepsilon }. 
Een functie is continu op {\displaystyle X}, of kortweg continu, als de functie continu is in elk punt van {\displaystyle X}.

### Topologie
In de topologie heet een afbeelding {\displaystyle f:X\to Y} van de topologische ruimte {\displaystyle X} naar de topologische ruimte {\displaystyle Y} continu in het punt {\displaystyle x\in X}, als voor elke omgeving {\displaystyle V} van {\displaystyle f(x)} er een omgeving {\displaystyle U} van {\displaystyle x} bestaat zodanig dat {\displaystyle f(U)\subseteq V}. Als {\displaystyle f} continu is in elke {\displaystyle x\in X}, zegt men simpelweg dat {\displaystyle f} continu is. Aangetoond kan worden dat voor metrische ruimten, die altijd ook topologische ruimten zijn, de beide begrippen van continuïteit equivalent zijn.

## Voorbeelden
De blauwe en de rode krommen zijn continu, de groene niet (er zijn sprongpunten).
In de onderstaande figuur staan de afgeleiden van bovenstaande krommen voor zover deze bestaan. De groene lijn heeft twee onderbrekingen (niet aangegeven in de figuur). Van de rode kromme is de afgeleide in het middengedeelte gelijk aan 0.
Merk op dat, hoewel de rode kromme continu was, zijn eerste afgeleide niet continu is, er zijn twee sprongpunten in de afgeleide: punten waar de richtingscoëfficiënt in de kromme (zie bovenste figuur) verandert.

#### Verklarend voorbeeld
Beschouw de functie {\displaystyle f(x)={\frac {x+1}{x^{2}-1}}} en bereken de limiet ervan in de punten {\displaystyle x=0} en {\displaystyle x=-1}.
Bereken de functiewaarden in punten dichtbij {\displaystyle x=0}:
| {\displaystyle f(-0{,}1)} | {\displaystyle f(-0{,}01)} | {\displaystyle f(-0{,}001)} | {\displaystyle f(0)}              | {\displaystyle f(0{,}001)} | {\displaystyle f(0{,}01)} | {\displaystyle f(0{,}1)} |
| {\displaystyle -0{,}909}  | {\displaystyle -0{,}990}   | {\displaystyle -0{,}999}    | {\displaystyle \to -1\leftarrow } | {\displaystyle -1{,}001}   | {\displaystyle -1{,}010}  | {\displaystyle -1{,}111} |
Proberenderwijs blijkt dat de limiet van {\displaystyle f(x)} in {\displaystyle x=0} waarschijnlijk −1 is:
{\displaystyle \lim _{x\to 0}f(x)=-1}
Merk op dat de functie {\displaystyle f} voor {\displaystyle x=0} gedefinieerd is.  Wat is de functiewaarde in dat punt:
{\displaystyle f(0)=-1}
De functiewaarde in het punt {\displaystyle x=0} is gelijk aan de limiet van de functie in dat punt. Dat is de definitie van continuïteit; het lijkt redelijk te veronderstellen dat {\displaystyle f} continu is in het punt {\displaystyle x=0}.
Bereken nu de functiewaarden in punten dichtbij {\displaystyle x=-1}. 
| {\displaystyle f(-1{,}1)} | {\displaystyle f(-1{,}01)} | {\displaystyle f(-1{,}001)} | {\displaystyle f(-1)}                 | {\displaystyle f(-0{,}999)} | {\displaystyle f(-0{,}99)} | {\displaystyle f(-0{,}9)} |
| −0,476                    | −0,498                     | −0,49975                    | {\displaystyle \to -0{,}5\leftarrow } | −0,5003                     | −0,503                     | -0,526                    |

De functie {\displaystyle f} lijkt een limiet in {\displaystyle x=-1} te hebben gelijk aan −0,5:
{\displaystyle \lim _{x\to -1}f(x)=-0{,}5}
Komt deze limiet overeen met de functiewaarde in dat punt? De functie is niet gedefinieerd voor {\displaystyle x=-1}; de noemer wordt namelijk nul. Hier bestaat de limiet, maar de functiewaarde niet. De functie is niet continu in {\displaystyle x=-1}.

## Intuïtie
Intuïtief wordt weleens aangenomen dat een functie alleen continu is indien de grafiek geen sprongen vertoont. Dit is echter niet waar. Een voorbeeld hiervan is de functie {\displaystyle f:[0,2]\setminus \{1\}\mapsto \mathbb {R} } gegeven door:
{\displaystyle f(x)={\begin{cases}-1,&{\mbox{ als }}x<1\\1,&{\mbox{ als }}x>1\end{cases}}}
Deze functie maakt duidelijk een sprong in 1, maar is continu. Dit is te verklaren doordat 1 niet in het domein van de functie ligt.

## Uniforme continuïteit
Een functie {\displaystyle f:A\subseteq \mathbb {R} \to \mathbb {R} } heet uniform continu als voor elke {\displaystyle \varepsilon >0} een {\displaystyle \delta >0} bestaat, zodat voor alle {\displaystyle a,x\in A} geldt dat uit {\displaystyle |x-a|<\delta } volgt dat {\displaystyle |f(x)-f(a)|<\epsilon }.
Uniforme continuïteit is sterker dan gewone continuïteit, elke functie die uniform continu is is ook continu. Het omgekeerde geldt echter niet altijd. Beschouw weer de functie {\displaystyle f:[0,2]\setminus \{1\}\to \mathbb {R} } gegeven door:
{\displaystyle f(x)={\begin{cases}-1,&{\mbox{ als }}x<1\\1,&{\mbox{ als }}x>1\end{cases}}}
Deze is continu maar niet uniform continu.

## Stuksgewijze continuïteit
Als er een partitie van het domein van {\displaystyle f} bestaat waarvoor {\displaystyle f} uniform continu is in elk interval, dan is {\displaystyle f} stuksgewijs continu. Dit houdt niet noodzakelijk in dat {\displaystyle f} in de randpunten van de deelintervallen gedefinieerd is. Wegens de definitie van uniforme continuïteit kan men besluiten dat {\displaystyle f} uitbreidbaar is in de randpunten van de deelintervallen.
Een stuksgewijze continue functie kan opgevat worden als een aaneenschakeling van continue functies in een gesloten interval.
In voorbeeld 1 hierboven is de groene functie een stuksgewijs continue functie.

## Eigenschappen van continue functies
Bij de bewijzen van de volgende eigenschappen van continue functies is de stelling van de kleinste bovengrens nodig.
- Elke functie die op een gesloten en begrensd interval continu is, is daar ook begrensd. De geslotenheid is hier van belang: de functie {\displaystyle x\mapsto 1/x} is op het interval ]0, 1] wel continu, maar niet begrensd.
- Een functie die continu is op een bepaald interval en daar positieve en negatieve waarden aanneemt, heeft in dat interval ten minste één nulpunt. Een gevolg daarvan is:
- Een functie {\displaystyle f} die op een gesloten interval {\displaystyle [a,b]} continu is en verschillende waarden aanneemt in {\displaystyle a} en {\displaystyle b}, neemt op dat interval elke waarde tussen {\displaystyle f(a)} en {\displaystyle f(b)} aan.
- Een continue functie beeldt compacte verzamelingen op compacte verzamelingen af.
- Een continue functie beeldt samenhangende verzamelingen op samenhangende verzamelingen af.
- Een functie die differentieerbaar is in het punt {\displaystyle a}, is ook continu in {\displaystyle a}; het omgekeerde geldt niet algemeen.

## Bewijs voor continuïteit in geval van differentieerbaarheid
Stel dat de functie {\displaystyle f} differentieerbaar is in {\displaystyle a}. Dan is:
{\displaystyle \lim _{x\to a}f(x)=\lim _{x\to a}{\frac {f(x)-f(a)}{x-a}}\cdot (x-a)+f(a)=f'(a)\cdot \lim _{x\to a}(x-a)+f(a)=f(a)},
dus is {\displaystyle f} continu in {\displaystyle a}.